# 建國路 (屏東市)
建國路（Jianguo Rd.）是屏東縣屏東市西邊的東西向重要幹道，連結屏東市區近郊與高屏溪東岸，沿途跨越崇蘭溪、萬年溪。其中，高屏大橋至和生路口屬台1線。和生路口至和平路口屬台3線，同時是台24線起點。和平路至自由路、建南路屬台24線，而台24線在此轉自由路沿萬年溪東行。最後建國路亦屬市區道路止於屬台27線的復興路口，台糖街接續。
因為建國路連結多條主要幹道，並有三個公路省道編號。東行轉和生路沿著台1線屏鵝公路南下可到達國道三號麟洛交流道、潮州鎮、枋寮鄉、枋山鄉楓港、恆春半島、墾丁國家公園及台9線南迴公路。往北接和平路沿著台3線至九如鄉、國道三號九如交流道、里港鄉及高雄市旗山、美濃區。東行接自由路沿著台24線往長治鄉、長治交流道、三地門及霧台鄉。故交通地位日益重要，為屏東縣、高雄市兩地之間南北長途，和屏東市區往來屏東山區東西向相當重要的道路。

## 行經行政區域
- 屏東市

## 沿線設施
（由西至東）
- 高屏大橋
- 堤防路、大溪路
- 屏東加工出口區
- 頭前溪橋
- 台灣農畜產工業股份有限公司
- 經濟部水利署第七河川局
- 台灣中油加油站大豐站
- 和生路二段
- TOYOTA屏東服務廠
- MITSUBISHI順益汽車屏東展示中心
- 屏東縣後備指揮部
- 台灣中油千越加油站建國站
- HYUNDAI南陽實業建國展示中心
- 屏東縣榮民服務處
- 屏東縣立大同國小 （页面存档备份，存于）
- 天恩寢具床墊家居館建國店
- 和平路
- 屏東縣立鶴聲國小 （页面存档备份，存于）
- 7-Eleven厚生門市
- 厚生郵局
- 台亞石油屏東加油站
- 屏東縣屏東市衛生所
- 萊爾富屏南店
- 自由路
- 建國橋
- 屏東高工
  - 全家便利商店屏東高工店（屏東高工大門旁）
- 復興路

## 本道路交通
- 高雄客運
  - 8048 捷運都會公園站－鳳山－屏東轉運站

- 屏東客運
  - 516 陸興高中－加工出口區
  - 516A 陸興高中－建國路